# Paterdecolyus dubius
Paterdecolyus dubius är en insektsart som beskrevs av Würmli 1973. Paterdecolyus dubius ingår i släktet Paterdecolyus och familjen Anostostomatidae. Inga underarter finns listade i Catalogue of Life.